# معهد البحوث الطبية (جامعة الإسكندرية)
معهد البحوث الطبية التابع لجامعة الإسكندرية بالقرار الرئاسي رقم 3 لسنة 1957 بشأن إنشاء معهد طبى بالإسكندرية، وألحق هذا المعهد بعد إنشائه بالمركز القومى للبحوث، ثم انتقلت تبعيته لوزارة البحث العلمى واستمر كذلك حتى عام 1971 حيث أصبحت تبعيته لجامعة الإسكندرية، وأطلق عليه اسم "معهد البحوث الطبية" ويمنح المعهد درجة الدبلوم والماجستير والدكتوراة في التخصصات المختلفة للأطباء ولغير الأطباء.

## الأقسام
يحتوى معهد البحوث الطبية على 22 قسم وهي:
- الكيمياء الحيوية
- الكيمياء الطبية التطبيقية
- الفسيولوجى
- الفارماكولوجى
- أمراض الدم
- الميكروبيولوجى
- الطفيليات
- المناعة و الحساسية
- كيمياء و بيولوجيا الخلايا
- الباثولوجى
- الأشعة التشخيصية
- علوم الإشعاع
- علاج وأبحاث الاورام
- الفيزياء الحيوية
- المعلوماتية الحيوية و الإحصاء الطبى
- الهندسة الحيوية الطبية
- الوراثة الإنسانية
- الجراحه التجريبية
- الأمراض الباطنة
- التخدير
- الباثولوجيا الكيميائية
- البيولوجيا الجزيئية الطبية

## وصلات خارجية
- الموقع الرسمي للمعهد.